# Коло Туре
Коло Абиб Туре (фр. Kolo Abib Touré; Буаке, 19. март 1981) бивши је фудбалер и репрезентативац Обала Слоноваче, а сада фудбалски тренер.

## Каријера
Фудбал је почео да тренира у академији Сол Бени, у којој тренирају млади играчи екипе АСЕК Мимозас. Из те екипе је фебруара 2002. након кратке пробе прешао у Арсенал, из обештећење од 150.000 фунти. Дебитовао је тек наредне сезоне, против Ливерпула у Комјунити шилду, августа 2002. Прво је наступао на позицији задњег везног, па потом на позицији десног бека, све док се на крају није усталио на месту централног одбрамбеног играча.
Први гол у дресу Арсенала је постигао на Стамфорд бриџу против Челсија (1—1). Од сезоне 2006/07. је био заменик капитена, а први пут је понео капитенску траку 9. јануара 2007. против Ливерпула у Лига купу.
Туре је 1. јануара 2009. најавио да жели да напусти Арсенал, након што је из клуба отишао Вилијам Галас са којим је Туре играо у тандему. Управа Арсенала је првобитно одбила такву могућност. Након много нагађања где би туре могао да настави каријеру, Манчестер сити је 28. јула 2009. објавио да је постигао договор са Туреом и Арсеналом око његовог преласка уз обештећење од 16 милиона фунти.
Тадашњи тренер Манчестер ситија, Марк Хјуџис га је одмах поставио за капитена екипе. Први гол у дресу новог тима је постигао 23. септембра 2009. против Фулама у Лига купу, док је стрелац првог гола за Сити у првенству био против Барнлија 7. новембра 2009. Од 2. јула 2010. постао је саиграч са својим братом Јајом који је тада дошао у Сити из Барселоне. На почетку сезоне 2010/11, нови тренер Роберто Манћини му је одузео капитенску траку и дао је Карлосу Тевезу. Коло Туре је 3. марта 2011. био позитиван на допинг тесту и његова екипа је објавила да га је суспендовала до даљег, док светска антидопинг комисија не донесе коначну одлуку о његовој казни.

## Репрезентација
За репрезентацију Обале Слоноваче је дебитовао априла 2000. против Руанде. Играо је на Купу афричких нација 2002. и 2006. На оном одиграном 2006. у Египту његова репрезентација је поражена у финалу, а он је играо на свих пет утакмица своје репрезентације на овом такмичењу. Селектор Анри Мишел га је уврстио на списак од 23 играча за Светско првенство 2006. Свој први наступ на светским првенствима је забележио 11. јуна 2006. против Аргентине (1—2). Нашао се на списку играча и за Светско првенство 2010. На утакмици групне фазе против Португалије носио је капитенску траку уместо повређеног Дидијеа Дрогбе.

## Лични живот
Коло је старији брат познатог фудбалера Јаје Туреа.

## Трофеји

### Клуб
АСЕК Мимозас
- Првенство Обале Слоноваче (2) : 2001, 2002.
- Суперкуп Африке (1) : 1999.

Арсенал
- Премијер лига (1) : 2003/04.
- ФА куп (2) : 2002/03, 2004/05.
- ФА Комјунити шилд (2) : 2002, 2004.
- Лига шампиона : финале 2005/06.

Манчестер сити
- Премијер лига (1) : 2011/12.
- ФА куп (1) : 2010/11.
- ФА Комјунити шилд (1) : 2012.

Селтик
- Лига куп Шкотске (1) : 2016/17.

### Репрезентација
Обала Слоноваче
- Афрички куп нација
  - Освајач: 2015.
  - Финалиста: 2006, 2012.